# 中音更駅
中音更駅（なかおとふけえき）は、かつて北海道河東郡士幌町字中音更にあった北海道拓殖鉄道の駅である。同鉄道の廃止に伴い廃駅となった。

## 概要
元々人口が希薄である上、例年の冷害凶作により当地域からの農作物の出荷も少なく、前後共敷設距離が9㎞以上、間に音更川の橋梁もあって、保線除雪の手間がかかる割に収入はほとんど見込めなかった。終戦直後に軍事需要による人員や貨物輸送がなくなって収入が大きく低下した当鉄道は、経営再建を図るため真っ先にこの区間を廃止、当駅は廃駅となった。
余談として、然別湖畔の全焼した旅館の経営者となった北海道拓殖鉄道の社長により、当駅の駅舎を解体した古材が旅館の仮設再建材として使用された。

## 歴史
- 1929年（昭和4年）11月26日 - 鹿追 - 当駅延伸開業に伴い開設。一般駅[2]。
- 1931年（昭和6年）11月15日 - 当駅 - 上士幌間延伸開業。中間駅となる。
- 1932年（昭和7年）4月2日 - 機関車方向転換用のY線（デルタ線）を瓜幕駅へ移設[3]。
- 1933年（昭和8年）
  - 6月3日 - 機関庫をガソリン気動車用客車庫として南新得駅へ移設[4]。
  - 9月12日 - 鹿追駅の機関車方向転換用のY線（デルタ線）を当駅へ移設[5]。
- 1934年（昭和9年）1月11日 - 炭水設備を南新得駅へ移設[6]。
- 1942年（昭和17年）12月16日 - 構内改装、相対式ホームを単式ホームのみに変更[7]。
- 1949年（昭和24年）9月1日 - 東瓜幕 - 上士幌間廃止により廃駅。

## 駅名の由来
当地の地域名に由来する。「音更」の由来については士幌線音更駅を参照。

## 駅構造
- 駅舎は上士幌駅へ向かって右側（東側）にあった。
- ホームは初期には千鳥状にずれた相対式ホーム2面2線を有していたが、1942年（昭和17年）に駅裏側が撤去されて駅舎側の単式ホーム1面となった。
- 駅舎横の瓜幕側に貨物ホームと2本の引込線、その他駅裏側に側線1本を有した。
- 駅裏側に機関車の方向転換のためのY線（デルタ線）を有していた。
- 開設当初にダイヤ上の理由により機関車夜間滞泊用に機関庫と給炭台が駅裏の側線上に設置された[8]。

## 駅周辺
周囲は畑作地帯。
- 音更川
- 北中音更小学校

## 隣の駅
北海道拓殖鉄道
北海道拓殖鉄道線
東瓜幕 - 中音更駅 - 上士幌